# Långe göl
Långe göl är en sjö i Ronneby kommun i Blekinge och ingår i Ronnebyåns huvudavrinningsområde. Sjön är 5,2 meter djup, har en yta på 0,034 kvadratkilometer och befinner sig 65 meter över havet.